# 八王子市立楢原小学校
八王子市立楢原小学校（はちおうじしりつ ならはらしょうがっこう）は、東京都八王子市楢原町にある公立小学校。

## 概要
2024年（令和6年）4月1日現在、生徒数333人、教員数39人である。

## 沿革
（この節の出典）
- 1976年（昭和51年）4月1日 - 八王子市立楢原小学校として開校、校舎未完成のため母体校の陶鎔小学校に併設
- 1976年（昭和51年）8月25日 - 校舎完成、新校舎に移転
- 1993年（平成5年）10月12日 - 体育館改修工事完了
- 2003年（平成15年）3月20日 - 校舎耐震工事完了
- 2005年（平成17年）1月14日 - 文科省総合的な学習モデル校発表
- 2017年（平成29年）4月1日 - 地域運営学校設置